# Homiterna
Hominterna ("homoseksualna kominterna") pojam koji se korisio od sredine 20-ih godina 20. stoljeća koja opisuje navodnu tajnu zavjeru homoseksulanih elita. Pojam hominterna povlači od pojma kominterna. Danas se taj izraz rijetko koristi, dok je sada popularniji izraz homoseksualna mafija.

## Pozadina
Pojam "hominterna" bio je raširen pojam u 1950-tim i 1960-tim godinama i korisio se u popularnim visokotiražnim časopisima i osnosi se na vjerovanja mnogih o postojanju svjetskog kabala utjecajnih homoseksualaca, koji su po njihovim tvrdnjama upravljali događaje u umjetnosti i kulturi. Članci su koristili ljubičastu boju lavande u svojim ilustracijama, i zbog toga umjesto navođenja pojma homiterna koristio se pojam lavandna urota. U mnogim člancima postojale su tvrdnje o svjetskoj mreži: vlasnika galerija, direktora baleta, filmskih i muzičkih producenata, i fotografa koji iza kulisa odlučuju tko će postati uspješni: umjetnik, plesač, glumac ili maneken/manekenka. [nedostaje izvor]
Pojam "hominterna" korišten je u člancima časopisa koji su imali liberalnija usmjerenja kao Ramparts.  Izraz se također često koristio u američkim časopisima koji su predstavljali konzervativnije ideje kao National Review.[nedostaje izvor] William F. Buckley, Jr. nekada je upozoravao gledatelje kroz svojem razgovornom programu Firing Line (hrv. U vatrenoj liniji).  Mnoge osobe koje su gajile konzertativnija gledišta o svijetu vjerovali su da je homiterna manipuliaral s popularnom kulturom tako da promoviraju homoseksualnost kroz popularne TV serije koje su se pojavile 1960-tih kao Batman[nedostaje izvor]
Poslije pojave homoseksualnog pokreta 1969. godine, a posebno nakon nemira o Stonewallu, kada su mnogi homoseksualci javno izjavili svoju seksualnost postalo je teže održati ovu zavjereničku teoriju.[nedostaje izvor]